# Eugeniusz Popowicz
Eugeniusz Mirosław Popowicz (Człuchów, 12 ottobre 1961) è un arcivescovo cattolico polacco della Chiesa greco-cattolica ucraina, dal 7 novembre 2015 arcieparca metropolita di Przemyśl-Varsavia.

## Biografia

### Formazione
Eugeniusz Mirosław Popowicz è nato il 12 ottobre 1961 a Człuchów, nel Voivodato della Pomerania, in Polonia. La sua famiglia apparteneva alla Chiesa greco-cattolica ucraina, comunità distaccatasi dalla Chiesa ortodossa nel 1595 per unirsi alla Chiesa cattolica, che volle però mantenere il suo patrimonio culturale e liturgico. Dopo aver compiuto gli studi primari, ha deciso di seguire la sua vocazione sacerdotale, così nel 1981, all'età di vent'anni, si è iscritto presso il Seminario Maggiore di Lublino. Dopo sette anni di studio, è stato ordinato diacono il 14 ottobre 1986, per mano di monsignor Myroslav Marusyn, segretario della Congregazione per le Chiese Orientali, e, tre giorni dopo, ha ricevuto l'ordinazione sacerdotale dallo stesso. Nel 1988, ha ricevuto una laurea in teologia a Lublino.
Lo stesso anno, è partito per completare la sua formazione a Roma. Lì ha studiato presso il Pontificio Istituto Orientale per cinque anni. Al termine del suo percorso d'istruzione, nel 1993 ha ricevuto un dottorato in diritto canonico con una tesi scritta in collaborazione con il professore italiano Marco Brogi. Dopo la sua specializzazione, su richiesta del cardinale Myroslav Ivan Ljubačivs'kyj, è stato chiamato a svolgere il suo ministero in Ucraina. Ha lavorato presso il Tribunale Ecclesiastico dell'Arcieparchia di Leopoli degli Ucraini, dove ha lavorato come vicario giudiziale. Allo stesso tempo, ha insegnato presso i Seminari Maggiori di Leopoli e Ternopil' e all'Accademia Teologica di Leopoli. La sua permanenza è durata due anni, al termine dei quali ha fatto ritorno in Polonia.

### Ministero sacerdotale
Dopo aver ricevuto l'ordine sacro, padre Popowicz è stato assegnato come vicario nelle parrocchie greco-cattoliche di Elbląg e Pasłęk, ruolo che ha svolto per due anni, fino alla partenza per il soggiorno romano. Dopo il ritorno in patria, dal 1995 al 1996 ha prestato servizio come parroco delle parrocchie di Górowo Iławeckie e Lelkowie. Nel 1995, ha ricevuto la dignità di protosincello.
Un anno più tardi, dopo la nomina di padre Teodor Majkowicz a primo eparca della neonata Eparchia di Breslavia-Danzica, sono stati assegnati a padre Popowicz gli incarichi di parroco della Cattedrale greco-cattolica di San Giovanni Battista di Przemyśl e vicario generale dell'Arcieparchia di Przemyśl-Varsavia, che comprende la parte orientale del Paese dal fiume Vistola. Nello stesso anno, ha ricevuto il titolo di protosincello mitrato, e inoltre è stato eletto canonico del Capitolo della cattedrale, divenendone successivamente prevosto.
All'interno dell'arcieparchia, è stato anche membro del Consiglio Permanente, del Consiglio dei Consultori e del Consiglio per l'Economia. È stato anche direttore della rivista diocesana "Przemyskich Archidiecezjalnych Wiadomości" e membro del comitato di redazione del mensile "Błahowist". Dal 1998 fino alla sua promozione all'episcopato, è stato docente presso i padri basiliani del Seminario Maggiore di Przemyśl.

### Ministero episcopale
Il 4 novembre 2013, Papa Francesco lo ha nominato vescovo titolare di Orreacelia, e contemporaneamente vescovo ausiliare di Przmyśl-Varsavia degli Ucraini. Era dal 16 gennaio 1991 che l'arcieparchia non aveva un vescovo ausiliare, dalla promozione dell'ultimo ad arcieparca della stessa sede. La sua consacrazione episcopale è avvenuta il 21 dicembre successivo, nella Cattedrale arcieparchiale, per mano di Svjatoslav Ševčuk, arcivescovo maggiore di Kiev-Halyč, assistito da Jan Martyniak, arcieparca metropolita di Przmyśl-Varsavia, e da Włodzimierz Roman Juszczak, eparca di Breslavia-Danzica. Come suo motto episcopale, il neo vescovo ha scelto Dominus illuminatio mea et salus mea, che significa "Il Signore è mia luce e mia salvezza".
Gli anni passati come vicario generale, hanno fatto guadagnare a monsignor Popowicz una vasta conoscenza ed esperienza nel lavoro pastorale. Nelle sue omelie, egli ripete molto spesso che le prime necessità devono essere l'evangelizzazione e la catechesi nella Chiesa, che deve fornire una cura pastorale sacramentale e liturgica, basata sulla Riconciliazione e sull'Eucaristia. All'interno della Curia diocesana, ha l'incarico di organizzare i ritiri parrocchiali e le attività di assistenza sociale nella pastorale per i poveri ed i bisognosi, organizzando varie associazioni di beneficenza.
A seguito degli eventi della rivoluzione ucraina del 2014, che hanno portato alla deposizione del presidente Viktor Janukovyč, egli ha invitato a pregare per tutte le vittime e per la rappacificazione all'interno del Paese.
Il 7 novembre 2015, dopo aver accettato la rinuncia per motivi d'età del settantaseienne monsignor Martyniak, il Pontefice lo ha nominato come nuovo arcieparca metropolita di Przmyśl-Varsavia degli Ucraini.
Monsignor Popowicz sa parlare correttamente il polacco, l'italiano, l'ucraino e l'inglese, che ha imparato durante il suo percorso formativo a Roma e a Leopoli, oltre che in Polonia.

## Genealogia episcopale
La genealogia episcopale è:
- Patriarca Geremia II Tranos
- Arcivescovo Michal Rahoza
- Arcivescovo Hipacy Pociej
- Arcivescovo Iosif Rucki
- Arcivescovo Antin Selava
- Arcivescovo Havryil Kolenda
- Arcivescovo Kyprian Žochovs'kyj
- Arcivescovo Lev Zaleski
- Arcivescovo Jurij Vynnyc'kyj
- Arcivescovo Luka Lev Kiszka
- Vescovo György Bizánczy
- Vescovo Inocențiu Micu-Klein, O.S.B.M.
- Vescovo Mihály Emánuel Olsavszky, O.S.B.M.
- Vescovo Vasilije Božičković, O.S.B.M.
- Vescovo Grigore Maior, O.S.B.M.
- Vescovo Ioan Bob
- Vescovo Samuel Vulcan
- Vescovo Ioan Lemeni
- Arcivescovo Spyrydon Lytvynovyč
- Arcivescovo Josyf Sembratowicz
- Cardinale Sylwester Sembratowicz
- Arcivescovo Julian Kuiłovskyi
- Arcivescovo Andrej Szeptycki, O.S.B.M.
- Cardinale Josyp Ivanovyč Slipyj
- Cardinale Ljubomyr Huzar, M.S.U.
- Arcivescovo Ihor Voz'njak, C.SS.R.
- Arcivescovo Svjatoslav Ševčuk
- Arcivescovo Eugeniusz Mirosław Popowicz